# Franz Thallinger
Franz Thallinger (* 4. April 1945) ist ein österreichischer Tischtennis- und Tennis-Nationalspieler. Er wurde zweimal österreichischer Meister im Tischtennis.

## Tischtennis
Franz Thallinger begann seine Karriere beim Verein Union Gmunden, mit dem er Mitte der 1960er Jahre in der Staatsliga spielte. Er wurde 1970 und 1973 österreichischer Meister im Einzel. 1974 schloss er sich dem TTC Kuchl an. Mit dessen Herrenmannschaft wird er 1975 österreichischer Staatsmeister. Um 1983 war er für den SK VÖEST Linz aktiv.
Dreimal nahm Franz Thallinger an Weltmeisterschaften teil, nämlich 1969, 1973 und 1975, kam dabei jedoch nie in die Nähe von Medaillenrängen. Heftige Diskussionen gab es in Österreich, als er für die WM 1971 nicht nominiert wurde, obwohl er amtierender Staatsmeister war. Bei der Europameisterschaft 1972 wurde er mit Österreichs Team Achter.

## Tennis
Mit 40 Jahren widmete sich Franz Thallinger dem Tennis. Mit der Senioren-Nationalmannschaft Ü65 erreichte er bei der Weltmeisterschaft 2011 in Antalya (Türkei) Platz vier.

## Turnierergebnisse
| Verband | Veranstaltung     | Jahr | Ort      | Land | Einzel     | Doppel    | Mixed        | Team |
| ------- | ----------------- | ---- | -------- | ---- | ---------- | --------- | ------------ | ---- |
| AUT     | Weltmeisterschaft | 1975 | Calcutta | IND  | letzte 128 | letzte 64 | keine Teiln. | 16   |
| AUT     | Weltmeisterschaft | 1973 | Sarajevo | YUG  | letzte 128 | letzte 64 | keine Teiln. | 13   |
| AUT     | Weltmeisterschaft | 1969 | München  | FRG  | letzte 128 | Qual      | Qual         | 16   |